# 桃花鱼
《桃花鱼》是书法家和昆曲表演艺术家张充和的詩集，在耶鲁大学由学生Ian Boyden 於1999年出版，其中有十八首詩的中文及翻譯的英文，書名是源自桃花水母。